# Tartalo

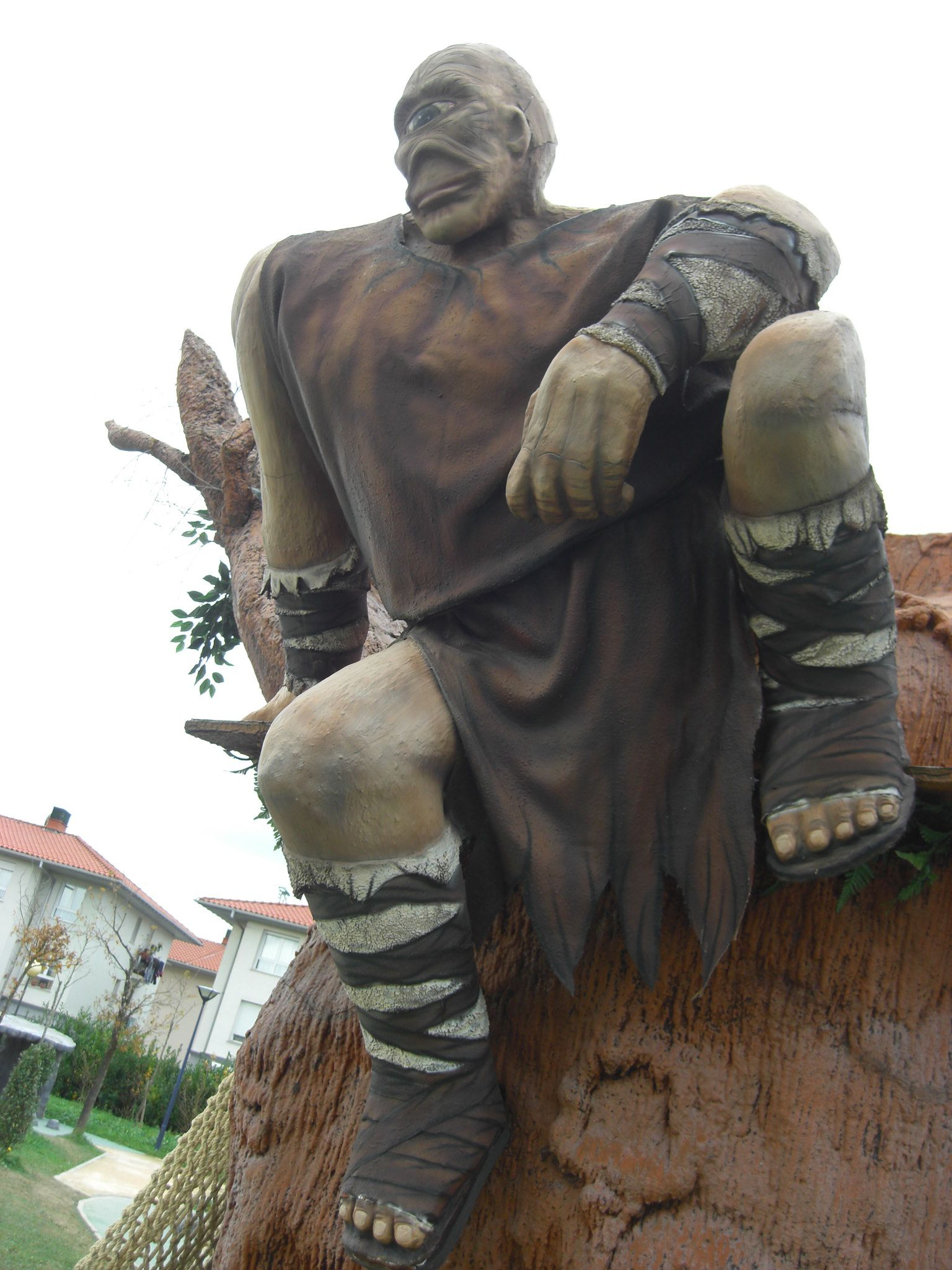
Escultura de Tartalo num parque de atrações Izenaduba baso em Mungia, Biscaia

Tartalo ou Tartaro é um personagem da mitologia basca que é um gigante enorme e forte com um só olho, similar aos ciclopes da mitologia greco-romana. Embora aqueles sejam os nomes mais usuais atualmente, dependendo das épocas e lugares, também foi chamado Torto, Tartare, Anxo (ou Antxo) ou Alarabi, embora estes últimos dois nomes possam designar outras figuras distintas.

## Origens
A origem do nome de Tartalo e das suas variantes é desconhecida. Apesar de ter-se mantido até à atualidade na tradição basca, não é certo que a sua origem seja basca, e é provável que a tradição não se tenha circunscrito aos limites atuais daquela região. Sabe-se da existência dum personagem de nome Tartari para lá da Gasconha, margem direita do Garona, no Agenense. Trata-se sempre dum ogre ou dum personagem maléfico e havia uma expressão popular «mau como Tartari». Em alguns contos, o ogre chama-se Tartari e a sua mulher Tartarino. Segundo o historiador e folclorista Jean-François Bladé (1827–1900), alguns camponeses chamavam Tartari ao diabo negro que leva Polichinelo para o teatro de marionetas.
Especula-se também que o seu nome possa derivar do nome do deus grego do mundo inferior Tártaro.

## Características
As características e as aventuras que se lhe atribuem correspondem em grande medida às do ciclope Polifemo da mitologia grega. Como este, Tartalo vive numa caverna, cria ovelhas e devora os homens que consegue apanhar até que ao dia em que um dos seus prisioneiros, mais astucioso que ele, se escapa rebentando-lhe o olho e escondendo-se entre as ovelhas. As suas outras aventuras são essencialmente do tipo do ogre enganado.
Na tradição basca, um dos seus opositores é frequentemente um rapazinho esperto chamado Mattin Ttipi (Pequeno Martinho), ou Mattin Txirula (Martinho tocador de txistu [flauta]), muitas vezes considerado como "doido" ou "imbecil", mas cujos atos desmentem o sentido habitual destes termos, e marcam a sua "diferença" com o comum dos seus contemporâneos. O estudioso de contos tradicionais do País Basco Wentworth Webster (1828–1907) via certos detalhes dos contos, como o anel falante que ele oferecia às suas vítimas potenciais, como sendo temáticas celtas.
Tartalo faz parte dum grande número de ciclopes que se encontram nas tradições de toda a cadeia dos Pirenéus e nos Alpes (Bécut, Ulhart, etc.). Há diversos lugares das montanhas bascas que têm o nome de "habitação de Tartalo" (Tartaloetxeta).
Algumas versões de contos, provavelmente mais recentes, tendem a confundir Tartalo com outras figuras mitológicas bascas, como o Basajaun ("senhor da floresta") ou um lamina (plural laminak, anões com carcaterísticas variadas).

## Um dos contos de Tartalo
Um dia, enquanto dois irmãos do baserri de Antimuño caçavam, foram apanhados por uma tempestade, pelo que decidiram refugiar-se da chuva numa gruta, que era a de Tartalo. Pouco depois, Tartalo chegou com o seus rebanho de ovelhas e quando viu os dois irmãos disse: "um para hoje e o outro para amanhã".
Nesse mesmo dia, ele cozinhou e comeu o irmão mais velho e depois foi dormir. Enquanto estava a dormir, o irmão mais novo roubou o anel de Tartalo e espetou o espeto de assar no único olho do gigante. Tartalo ficou cego mas não morreu, e começou a procurar o rapaz entre as suas ovelhas, mas este tinha-se coberto com uma pele de ovelha e fugiu. Mas quando saiu do rebanho, o anel acusador começou a gritar: "Eu estou aqui! Eu estou aqui!".
Tartalo saiu da sua caverna e começou a correr atrás do anel, ouvindo os seus gritos. O rapaz não conseguiu tirar o anel, por isso quando chegou à beira de um precipício cortou o dedo, e como o gigante estava perto, decidiu atirá-lo ao  precipício. Seguindo os gritos do anel, Tartalo caiu pelo precipício abaixo.